# NGC 4993
NGC 4993 је елиптична галаксија у сазвежђу Хидра која се налази на NGC листи објеката дубоког неба.
Деклинација објекта је - 23° 23' 2" а ректасцензија 13h 9m 47,6s. Привидна величина (магнитуда) објекта NGC 4993 износи 12,4 а фотографска магнитуда 13,4. NGC 4993 је још познат и под ознакама NGC 4994, ESO 508-18, MCG -4-31-39, AM 1307-230, PGC 45657.